# Francesco Geraci
Francesco Geraci (Campo Calabro, 11 giugno 1889 – Reggio Calabria, 19 dicembre 1967) è stato un partigiano e politico italiano, esponente del PSI e poi del PSIUP.

## Biografia
Laureato in giurisprudenza ed in filosofia, durante il fascismo fu perseguitato e allontanato dall'insegnamento. Dopo la caduta del regime, fu nominato vicesindaco di Reggio Calabria dalla Amministrazione militare alleata. In seguito fu anche presidente dell'Ordine degli Avvocati reggini fino al 1951; fu lui a istituire nel capoluogo la Sezione Autonoma della Corte d'Appello.
Fu eletto deputato nel 1948 nella I legislatura della Repubblica Italiana nelle file del Partito Socialista Italiano, venendo rieletto anche nel 1953 per la II legislatura. Successivamente aderì al Partito Socialista Italiano di Unità Proletaria.